# Paratrechina steinheili
Paratrechina steinheili är en myrart som först beskrevs av Auguste-Henri Forel 1893.  Paratrechina steinheili ingår i släktet Paratrechina och familjen myror.

## Underarter
Arten delas in i följande underarter:
- P. s. minuta
- P. s. steinheili

## Bildgalleri

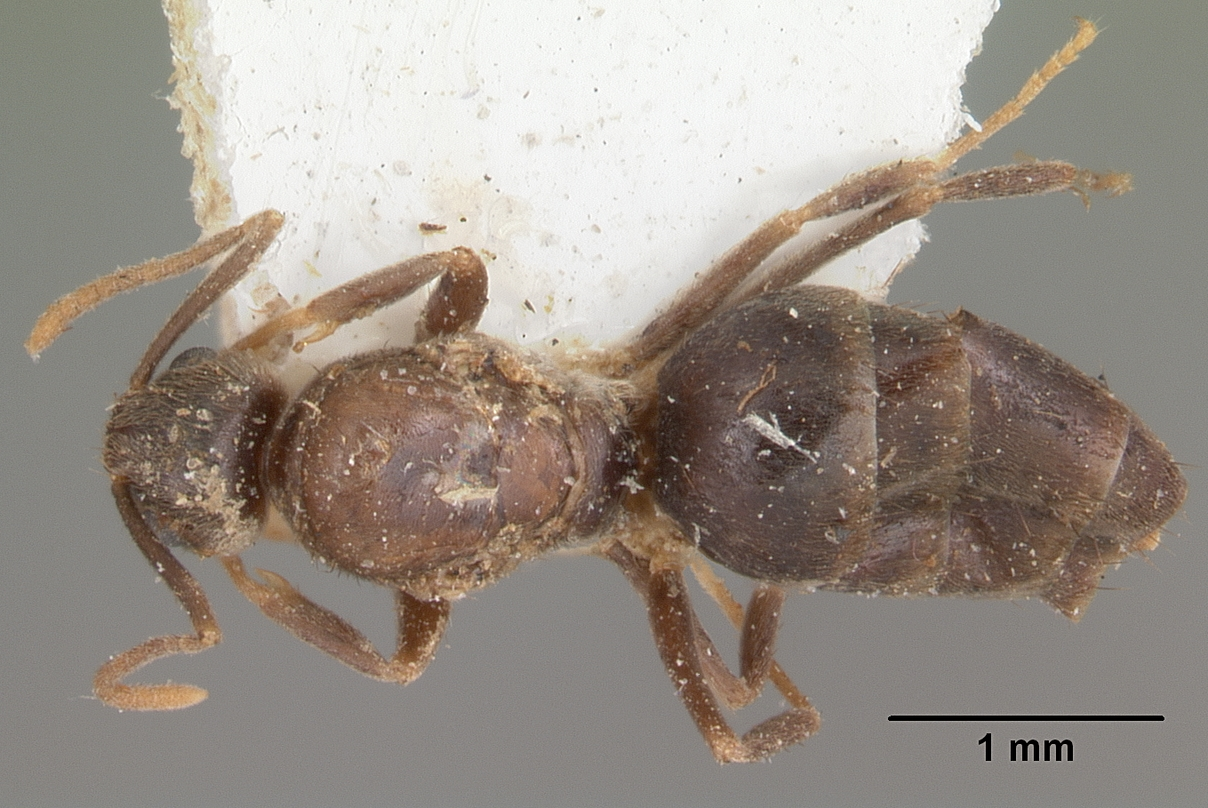
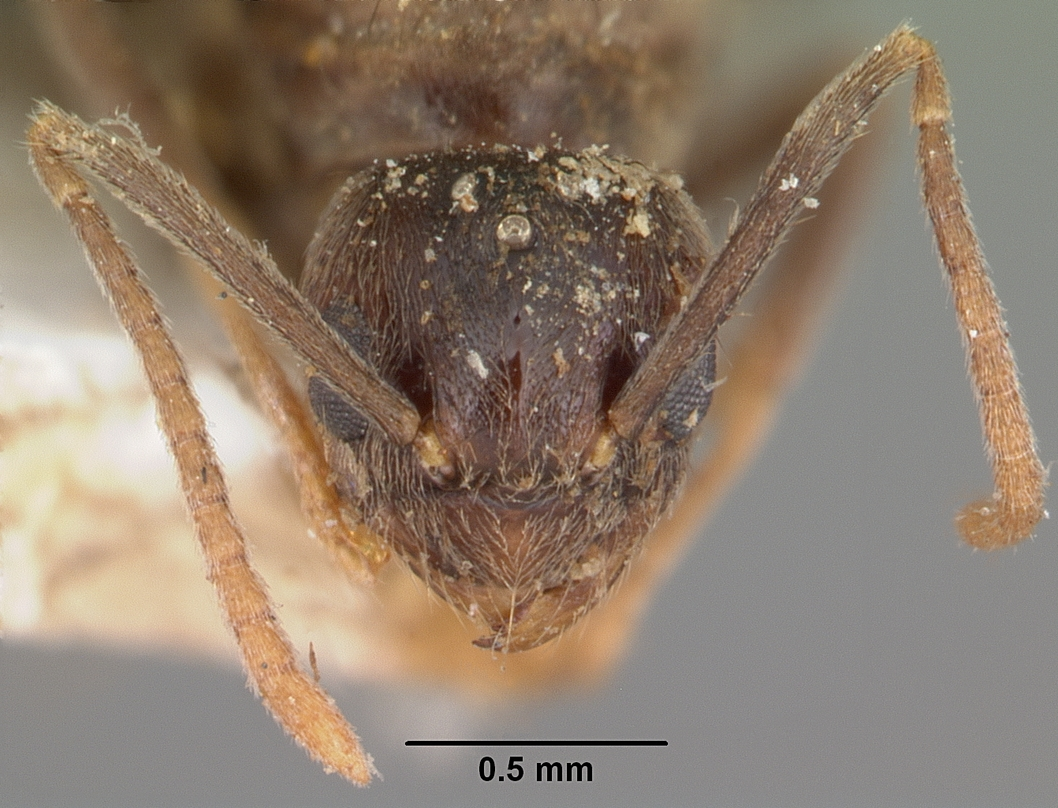
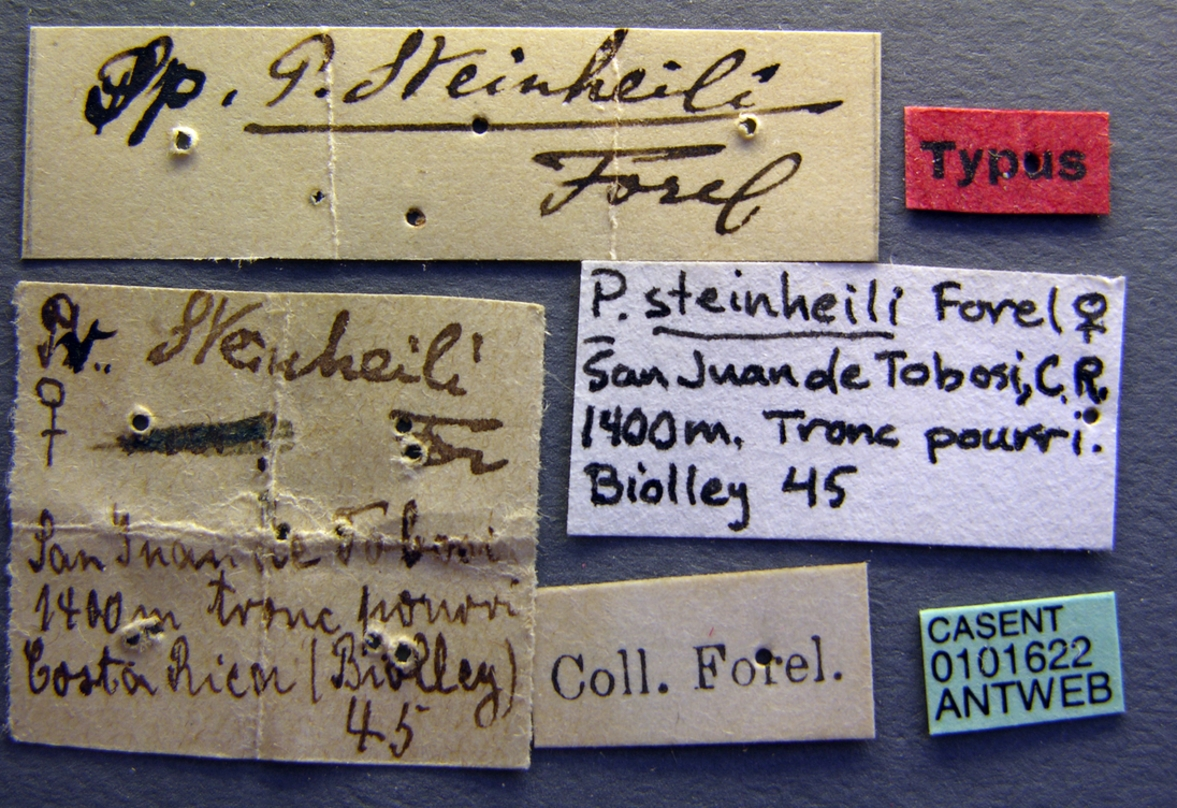
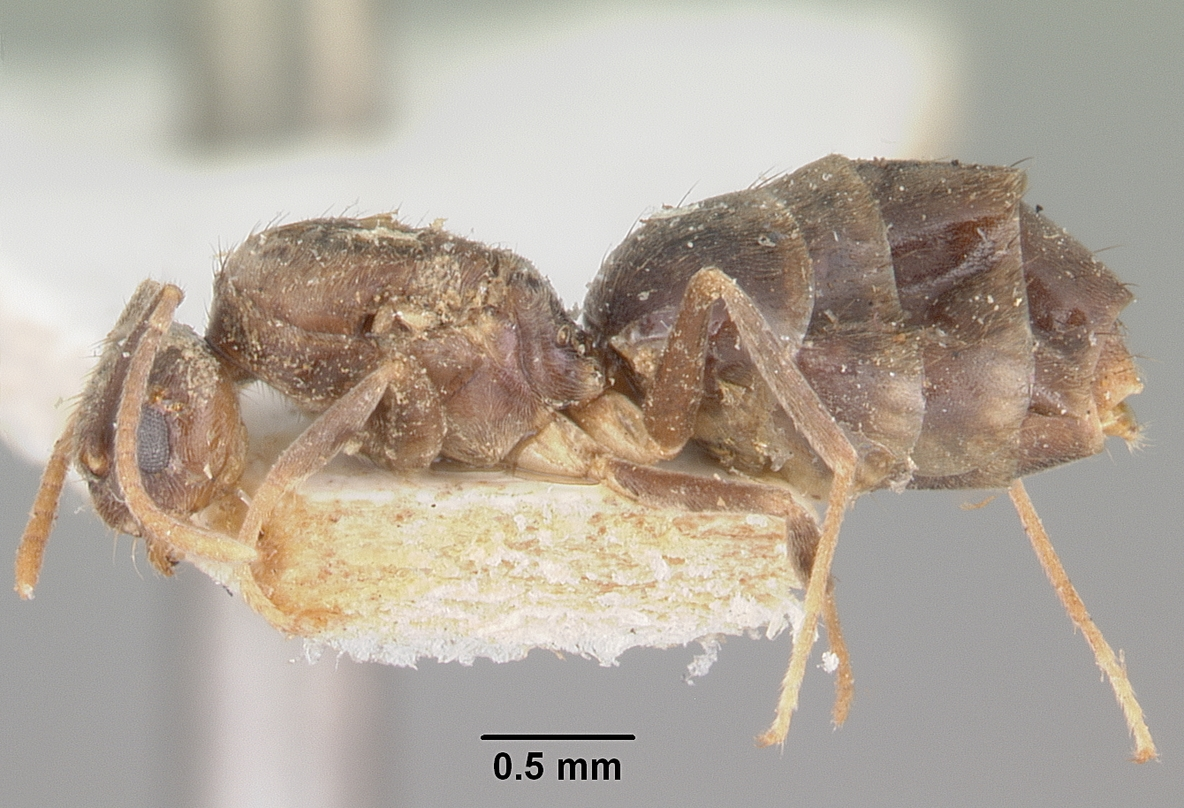
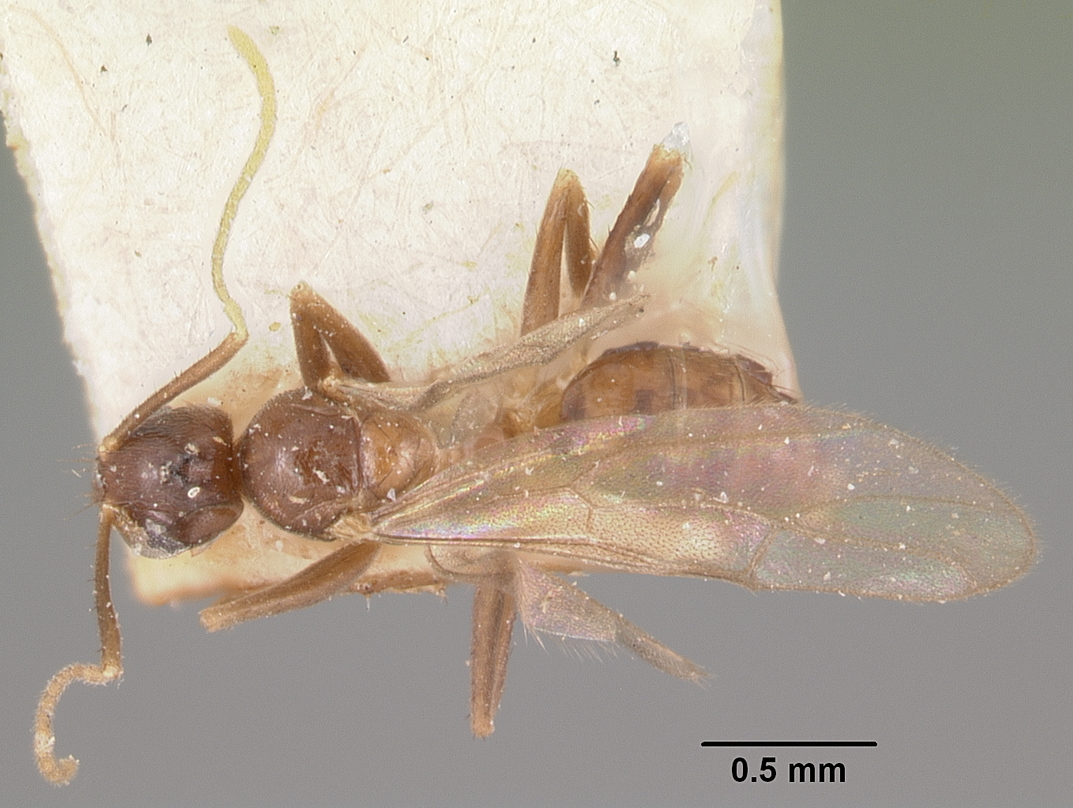
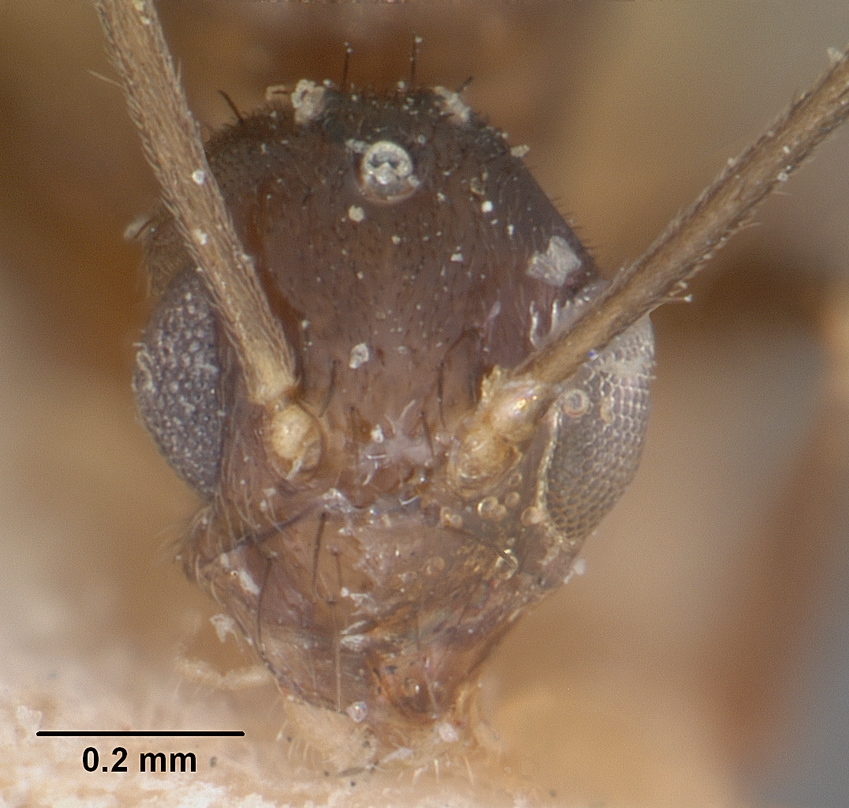